# Ópera dos Mortos
Ópera dos Mortos é um romance do escritor brasileiro Autran Dourado, publicado em 1967. Listado na Coleção de Obras Representativas da UNESCO e apontado como sua principal obra, ao lado de O Risco do Bordado, é provavelmente o livro mais conhecido do autor.
O autor estrutura a narrativa na forma de uma ópera barroca. A obra também explora características formais da arquitetura na descrição da residência da família Honório Cota. A ação se passa na mítica cidade de Duas Pontes, cenário também de outras obras de Dourado.
O texto explora a psique dos personagens principais: o coronel João Capistrano Honório Cota, sua filha, Rosalina, o forasteiro José Feliciano e a criada Quiquina. Os símbolos abundam no romance: o sobrado em estilo misto de duas épocas, os relógios parados, as voçorocas ameaçadoras.
O relato não é linear, sendo os fatos frequentemente narrados fora da ordem cronológica. O narrador se afasta do modelo do narrador onisciente: ele nos revela ser alguém que teria vivido na época e presenciado alguns fatos, mas não todos. Por isso, relata algumas coisas enquanto outras apenas imagina ou supõe.